# Pegasta kolesnica
Pegasta kolesnica (znanstveno ime Lepista rickenii) je gliva iz rodu kolesnic (Lepista).

## Značilnosti
Klobuk ima v premeru od 5 do 12 cm. Najprej je konveksen, nato razširjen, suh, gol in razmeroma mesnat. Je rjave do pepelnato sive barve z okroglimi temnimi pegami. Rob je podvihan, valovit in včasih nabran.
Lističi so zelo gosti in tanki. So prirasli na bet in se po njemu rahlo spuščajo. Zlahka se ločijo od klobuka. Najprej so belkasti, nato svetlo rjavi.
Bet je visok od 4 do 10 cm in debel od 1 do 2,5 cm. Valjast in v dnišču včasih zadebeljen. Najprej je poln, kasneje se izvotli.
Meso je elastično in spužvasto, pepelno sive barve. Ima mokast vonj in prijeten okus.

## Razširjenost in življenjski prostor
Raste v jeseni v skupinah na travnatih robovih gozdov.

## Mikroskopske značilnosti
Trosni odtis je rožnate barve. Trosi široko jajčasti z drobnimi bradavicami in merijo 5–6,5 x 3,5–4,2 μm.

## Podobne vrste
- rebrava kolesnica (Lepista panaeolus) ima na osredju drobno razpokan klobuk
- poprhnjena livka (Clitocybe nebularis) ima siv pophnjen klobuk, ki ni nikoli pegast

## Uporabnost
Užitna.